# Diario d'Algeria
Diario d'Algeria è la seconda raccolta poetica di Vittorio Sereni, pubblicata nel 1947 per Vallecchi. 

## Storia editoriale
Il volume è stato pubblicato nel 1947, sei anni dopo la raccolta d'esordio Frontiera. 
Le poesie [Lassù dove di torre] e [Rinascono la valentia] saranno comprese, con qualche modifica, nel libro di prose Gli immediati dintorni (1962).
Nel 1965 il Diario d'Algeria è stato ripubblicato con modifiche strutturali. In particolare la sezione Il male d'Africa contiene anche un prosimetro (Frammenti di una sconfitta, le cui due parti in prosa sono tratte da Sicilia '43, testo apparso tre anni prima ne Gli immediati dintorni) e un brano interamente in prosa (Appunti da un sogno).
Una terza edizione, del 1979, ripropone quest'ultima impostazione.

## Tematiche
La raccolta è un vero e proprio diario autobiografico che tiene traccia degli spostamenti legati all'esperienza militare di Sereni durante la Seconda guerra mondiale, vissuta quasi totalmente da recluso nei campi di prigionia in Algeria in seguito alla cattura da parte dell'esercito statunitense a Paceco. Questa situazione di immobilità porterà l'Autore a sviluppare un senso di colpa per non aver potuto partecipare alla liberazione e alla Resistenza e lo condanna a una sensazione di estraneità alla Storia: motivi che si riverbereranno anche sulle raccolte successive.

## Stile
La raccolta inizia a mostrare i primi segni di allontanamento dai moduli dell'ermetismo che caratterizzavano la raccolta precedente, ma dei quali rimane ancora influenzata. Spesso le liriche portano in epigrafe, come consuetudine anche di Giuseppe Ungaretti, la data e il luogo di composizione.
Nella seconda edizione si apre alla narratività anche grazie all'inserimento di prose e alla loro commistione con frammenti lirici nel prosimetro.

## Struttura
La raccolta, nella prima edizione, è suddivisa in quattro sezioni titolate. Nell'edizione definitiva le sezioni diventano tre.

### Diario d'Algeria(1947)
La ragazza d'Atene
- Periferia 1940
- Città di notte[N 1]
- Belgrado
- Italiano in Grecia
- Dimitrios
- La ragazza d'Atene
- Risalendo l'Arno da Pisa
- Pin-up girl

Diario d'Algeria
- [Lassù dove di torre]
- [Un improvviso vuoto del cuore]
- [E tu così leggera...][N 2]
- [Non sa più nulla...]
- [Ahimè come ritorna]
- [Non sanno d'essere morti]
- [Solo vera è l'estate...]
- [E ancora in sogno...]
- [Spesso per viottoli tortuosi...]
- [Nel bicchiere di frodo]
- Algeria

Vecchi versi a Proserpina
- [La sera invade il calice leggero][N 4]
- [Te n'andrai nell'assolato pomeriggio][N 4]

Ma se tu manchi
- Ma se tu manchi[N 5]
- Vecchio cielo[N 6]
- Via Scarlatti[N 7]

### Diario d'Algeria(1965)
La ragazza d'Atene
- Periferia 1940
- Città di notte[N 1]
- Diario bolognese[N 8]
- Belgrado
- Italiano in Grecia
- Dimitrios
- La ragazza d'Atene
- Risalendo l'Arno da Pisa
- Villa Paradiso[N 9]
- Pin-up girl[N 10]

Diario d'Algeria
- [Lassù dove di torre]
- [Un improvviso vuoto del cuore]
- [Rinascono la valentia][N 11]
- [Non sa più nulla...]
- [Ahimè come ritorna]
- [Non sanno d'essere morti]
- [Solo vera è l'estate...]
- [E ancora in sogno...]
- [Spesso per viottoli tortuosi...]
- [Troppo il tempo ha tardato][N 12]
- [Se la febbre di te...][N 13]
- [Nel bicchiere di frodo]
- Algeria

Il male d'Africa
- Frammenti di una sconfitta[N 14]
- Il male d'Africa[N 15]
- Appunti da un sogno[N 16]
- L'otto settembre

## Edizioni
- Vittorio Sereni, Diario d'Algeria, Vallecchi, 1947, ISBN non esistente.
- Vittorio Sereni, Diario d'Algeria, Mondadori, 1965, ISBN non esistente.
- Vittorio Sereni, Diario d'Algeria, collana Lo Specchio, Mondadori, 1979.
- Vittorio Sereni, Diario d'Algeria, collana Oscar Classici Moderni, Mondadori, 1996, ISBN 9788804414667.
- Vittorio Sereni, Diario d'Algeria, collana Collezione di poesia, Einaudi, 1998, ISBN 9788806146757.
- Vittorio Sereni, Frontiera. Diario d'Algeria, a cura di Georgia Fioroni, collana Biblioteca di scrittori italiani, Milano, Guanda, 2013, ISBN 9788823504264.